# Californiamyggsnappare
Californiamyggsnappare (Polioptila californica) är en fågel i familjen myggsnappare inom ordningen tättingar. Den är nära släkt med ökenmyggsnapparen och behandlades tidigare som en underart till denna.

## Kännetecken

### Utseende
Myggsnappare är små, gråaktiga fåglar som mycket aktivt rör sig genom växtligheten medan de konstant vippar, reser och brer ut sin långa stjärt för att skrämma upp insekter. Californiamyggsnapparen är mycket liten (10–11 cm) med mycket liten och mörk näbb. Den är väldigt lik nära släktingen ökenmyggsnapparen genom mörkt gråbrun fjäderdräkt, svart stjärt och hos hane i häckningsdräkt svart hjässa. Californiamyggsnapparen är dock ännu mörkare ännu mörkare, med nästan inget vitt på stjärten och mörkare tertialkanter. Honan är skärbrun på undre stjärttäckarna och hos hanen sträcker sig den svarta hjässan längre ner, nedanför ögat.

### Läte
Sången liknar ökenmyggsnapparens, en serie med melodiska toner och ljusa tjippande ljud som sällan hörs. Lätet är avvikande, ett nasalt jamande med tydligt stigande och sedan fallande mönster. Andra läten liknar ökenmyggsnapparens.

## Utbredning och systematik
Californiamyggsnapparen förekommer från sydvästra Kalifornien till södra Baja, Isla Santa Margarita och Isla Espíritu Santo. Den behandlades antingen som monotypisk eller delas in i tre till fyra underarter med följande utbredning:
- Polioptila californica californica – sydvästra Kalifornien söderut till nordvästra Baja California
- Polioptila californica pontilis (inkluderas av vissa i nominatformen[6]) – centrala Baja California från 30°N till 27°N
- Polioptila californica atwoodi (inkluderas av vissa i nominatformen[3]) – norra Baja California
- Polioptila californica margaritae – södra Baja California samt öarna Isla Santa Margarita och Isla Espíritu Santo

Arten är nära släkt med ökenmyggsnapparen och behandlades tidigare som underart till denna.

## Levnadssätt
Fågeln  är fåtalig och lokalt förekommande i kustnära malörtssnår. Födan består huvudsakligen av små leddjur. I USA häckar den mellan mars och juli. Arten är stannfågel.

## Status och hot
Arten har ett stort utbredningsområde och en stor population, men tros minska i antal, dock inte tillräckligt kraftigt för att den ska betraktas som hotad. Internationella naturvårdsunionen IUCN kategoriserar därför arten som livskraftig (LC).